# Яслиська
Яслиська, Яслик (пол. Jaśliska) — село в Польщі, у гміні Яслиська Кросненського повіту Підкарпатського воєводства. Адміністративний центр гміни. Населення — 455 осіб (2011).
Розташоване в південно-східній частині Польщі, в східній частині Низьких Бескидів в долині потока Яселка (пол. Jasiolka) при впадінні притоки Бєлча, неподалік кордону з Словаччиною. В 1990-их роках через Черемху був збудована дорога та відкритий пункт пропуску для малого прикордонного руху в словацьке село Чертижне, в напрямку на Меджилабірці.

## Історія
Уперше згадується у 1366 році. Патріарх Київський і всієї України Димитрій (Ярема) у спогадах називав його Яслик, таку ж назву вказано у Шематизмі греко-католицького духовенства апостольської адміністрації Лемківщини.
Також патріарх Димитрій у тій же книзі припускав існування у давні часи висококласних іконописців у Яслику. Саме вони, ймовірно, були авторами ікон у Дальовій. «Маю на думці в першу чергу ікони архангелів, які залишились від величавого „Деісуса“, тобто ікон чину „Моління“, що вказують на неабиякий за розмірами та якістю іконостас», — згадував патріарх.
До 1772 р. місто Яслиська входило до Сяніцької землі Руського воєводства, з 1783 року — до Сяноцького округу Королівства Галичини та Володимирії Австро-Угорщини.
На 01.01.1939 село належало до Сяніцького повіту, в селі було 1060 жителів, з них 10 українців-грекокатоликів, 800 поляків і 250 євреїв.
У 1975-1998 роках село належало до Кросненського воєводства.

## Демографія
Демографічна структура станом на 31 березня 2011 року:
|          | Загалом | Допрацездатний вік | Працездатний вік | Постпрацездатний вік |
| -------- | ------- | ------------------ | ---------------- | -------------------- |
| Чоловіки | 225     | 46                 | 142              | 37                   |
| Жінки    | 230     | 53                 | 114              | 63                   |
| Разом    | 455     | 99                 | 256              | 100                  |

## Культурні пам'ятки
Римо-католицький костел св. Катерини з 1724-56 рр.